# Cá nóc vàng
Cá nóc vàng, tên khoa học là Lagocephalus spadiceus, là một loài cá biển thuộc chi Lagocephalus trong họ Cá nóc. Loài này được mô tả lần đầu tiên vào năm 1845.

## Từ nguyên
Tính từ định danh spadiceus trong tiếng Latinh có nghĩa là "nâu nhạt", hàm ý đề cập đến màu sắc của phần lưng và thân trên của loài cá này.

## Phân loại học
Lagocephalus wheeleri (thường gọi là cá nóc xanh trong tiếng Việt) đã được xem là đồng nghĩa với cá nóc vàng L. spadiceus.
Cá nóc vàng có hai dạng biến dị kiểu hình, được gọi là kiểu wheeleri và kiểu spadiceus. Vùng gai nhỏ ở lưng trong kiểu wheeleri có dạng elip, nhưng ở kiểu spadiceus thì lại có hình thoi lan rộng một phần ra sau (có thể liên tục hoặc đứt đoạn).

## Phạm vi phân bố và môi trường sống
Từ Biển Đỏ và vịnh Ba Tư, cá nóc vàng được phân bố rộng khắp khu vực Ấn Độ Dương và Tây Thái Bình Dương, từ bờ biển Đông Phi trải dài về phía đông đến Biển Đông, ngược lên phía bắc đến Nhật Bản và Hàn Quốc, xa về phía nam đến Úc.
Thông qua kênh đào Suez, cá nóc vàng đã mở rộng phạm vi đến Địa Trung Hải và hình thành một quần thể ổn định ở vùng biển này. Cá nóc vàng đã được ghi nhận tại ngoài khơi Thổ Nhĩ Kỳ, Israel, đảo Síp, và từ biển Aegea chúng đã tiến vào biển Marmara.
L. spadiceus được tìm thấy chủ yếu ở ngoài khơi, nhưng cũng có thể được bắt gặp ở các khu vực cửa sông, độ sâu có thể lên đến 200 m.

## Mô tả
Chiều dài cơ thể lớn nhất được ghi nhận ở cá nóc vàng là 43 cm. Thân trên có màu vàng lục sẫm, thân dưới màu trắng.
Số tia vây ở vây lưng: 11–14; Số tia vây ở vây hậu môn: 10–12; Số tia vây ở vây ngực: 14–17.

## Sinh thái học
Thức ăn của cá nóc vàng khá đa dạng, bao gồm các loài động vật thân mềm, giáp xác và cá nhỏ hơn.

## Thương mại
Cá nóc vàng được đánh bắt để làm thực phẩm chủ yếu ở khu vực Đông Á và Đông Nam Á.
Ở Việt Nam, cá nóc vàng lại được xem là loài có độc tính mạnh. Cá nóc vàng cùng cá nóc bạc và cá nóc răng mỏ chim là những loài mà tỉnh Kiên Giang (Việt Nam) được phép xuất khẩu sang thị trường Hàn Quốc. Còn ở Thái Lan, cá nóc vàng được đánh giá là loài không có độc, và được chế biến dưới dạng cá viên.
Ở Nhật Bản, cá nóc vàng có giá trị thương mại cao, đến 99,7% sản lượng loài này là được nhập khẩu từ Trung Quốc dưới dạng đông lạnh. Theo khảo sát thì người Nhật thích mùi vị của cá nóc vàng nội địa hơn cá nhập khẩu.
Trái lại, cá nóc vàng được coi là loài gây phiền toái đối với ngư dân Địa Trung Hải.